# Drapeau de l'île de Pâques
Le drapeau du peuple Rapanui qui peut être considéré comme le drapeau de l'île de Pâques représente un reimiro ; ce pendentif en forme de croissant était réservé à l'aristocratie de l'île et il avait deux trous de fixation avec, aux extrémités, deux visages humains s’observant. Il se veut un symbole d’autorité, de parenté et de tradition.
Ce drapeau n'est pas officiel puisque sur l'île de Pâques, c'est le drapeau du Chili qui est arboré sur les bâtiments officiels. La province, tout comme l'archipel Juan Fernández dispose depuis le 27 juin 2007 d'un statut de « territoires spéciaux » mais « les règles communes de la gouvernance et de l'administration au sein de l'État sont toujours effectives ». Il existe aussi un blason pour la municipalité comme pour la région de Valparaíso).
Cependant, le drapeau apparait dans quelques réceptions officielles aux côtés du drapeau chilien

Drapeau de l'île de Pâques de 1876 à 1888.
Drapeau de l'île de Pâques jusqu'à 1902.